# Helena Giertta
Helena Giertta, född 1 november 1961, är en svensk journalist som var chefredaktör för tidningen Journalisten 2008–2023.

## Biografi
Giertta har läst statsvetenskap, ekonomisk historia och informationsteknik. Hon har tidigare bott i Ljusdal.
Giertta har arbetat som chef för kultur- och nöjesavdelningen på den senare nedlagda nyhetsbyrån FLT, samt på Aftonbladet, Västgöta-Demokraten, Rapport, Aktuellt, Gävledala, Östgöten, Ljusdals-Posten och Hudiksvalls Tidning. Fram till 2008 var hon redaktör och nyhetschef på Länstidningen Södertälje.
År 2008 tillträdde Giertta som chefredaktör för tidningen Journalisten.
År 2018 flyttades utgivningen av Journalisten över till bolaget Tidningen Journalisten AB för att utvidga verksamheten och även producera andra tidningar, inledningsvis tidningen Finansliv. Därigenom blev Giertta även vd för bolaget och chefredaktör för Finansliv. Giertta lämnade bolaget den 31 januari 2023 och slutade samtidigt som vd och chefredaktör för de båda tidningarna.
Senare under 2023 tillträdde Giertta som chefredaktör för tidningen Turist som gavs ut av Svenska turistföreningen.

## Familj
Giertta är dotter till journalisterna Larsolof Giertta och Marie-Louise Giertta. Hon är syster till kommunikatören Cecilia Giertta.